# Cotinusa leucoprocta
Cotinusa leucoprocta là một loài nhện trong họ Salticidae.
Loài này thuộc chi Cotinusa. Cotinusa leucoprocta được Cândido Firmino de Mello-Leitão miêu tả năm 1947.